# Кесклаге
Ке́склаге (ест. Kesklahe küla) — село в Естонії, у волості Пейпсіяере повіту Тартумаа.

## Населення
Чисельність населення на 31 грудня 2011 року становила 18 осіб.

## Географія
Село лежить на березі озера Лагепера.
Через населений пункт проходить автошлях 22242 (Алатсківі — Варнья).

## Історія
До 23 жовтня 2017 року село входило до складу волості Алатсківі.